# Молочай острый
Молоча́й о́стрый (лат. Euphórbia ésula) ― травянистое многолетнее растение; вид рода Молочай семейства Молочайные (Euphorbiaceae).

## Ботаническое описание

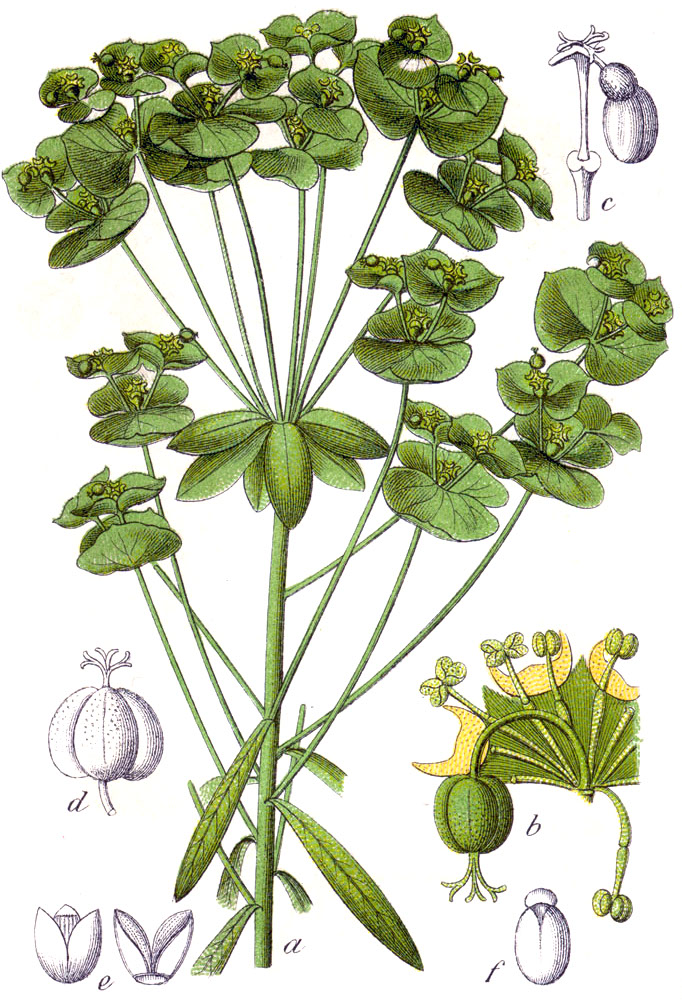

Растения 30-80 см высотой, голые или иногда опушённые, сизоватые.
Корень ползучий, тонкоцилиндрический, ветвистый, с длинными отпрысками. Корневая система распространяется от основания растения на глубину до 8 м и вдоль поверхности почвы до 5 м, давая при этом многочисленные побеги.
Стебли прямостоячие, круглые, полосчатые, голые, наверху с 1-23 тонкими, часто изогнутыми, пазушными цветоносами 1,5-7,5 см длиной, ниже с густо облиственными, впоследствии удлиняющимися нецветущими ветвями.
Низовые листья сухо-плёнчатые, чешуевидные, стеблевые сидячие или едва черешчатые, из постепенно сужающегося основания узко-обратно-ланцетовидные, 2-7 см длиной, наиболее широкие в верхней трети, 2-8(13) мм шириной (длина большей частью в 7-12 раз превышает ширину), тупые или часто от едва выступающей срединной жилки коротко-остроконечные, цельнокрайные, со слегка изогнутым, иногда густо-волнистым краем, листья у верхушки часто зазубренные, мягкие, последствие торчащие, голые, сверху тускло-зелёные, снизу голубоватые, нижние горизонтально отстоящие или даже вниз отогнутые, нередко на коротких черешках, верхние вверх направленные, на нецветущих ветвях 7-20 мм длиной и 2-2,5 мм шириной.
Верхушечные цветоносы в числе (6)8—13(14), 1,5—6 см длиной, как и пазушные — простые или на конце один или два раза двураздельные. Листочки обёртки линейно-ланцетовидные или продолговато-яйцевидные, лишь изредка вполне подобные стеблевым листьям, 1-3 см длиной, 1,5-3,5 мм шириной (длина в 3—9 раз превышает ширину), заострённые; листочки обёрточек по два, из усечённого или широкояйцевидного основания ромбически-яйцевидные или треугольно-почковидные (ширина больше длины чаще всего в 1½ раза, редко больше — до 2 раз, нижние 5—9 мм длиной и 8—17 мм шириной), коротко заострённые; бокальчик колокольчатый, 2-2,5 мм длиной и в диаметре, с короткими, усечёнными, бахромчатыми лопастями. Нектарники жёлтые или зелёные, впоследствии буреющие, коротко-двурогие, часто почти безрогие. Столбики 1-1,5 мм длиной, внизу примерно на 1⁄6 длины сросшиеся, наверху на 1⁄3 рассечённые.
Плод — яйцевидный трёхорешник, 2,5-3,5 мм длиной, 2,8-3,8 мм шириной, глубоко-трёхбороздчатый, голый, с округлёнными, на спинке слегка морщинисто-бугорчатыми лопастями. Семена 2-2,3 мм длиной, 1,8 мм шириной, яйцевидные, жёлто-бурые, гладкие, с хорошо заметной жёлтой, почковидной карункулой. Семена высокой всхожести и сохраняют жизнеспособность в почве до семи лет. Семенные коробочки лопаются, и семена разбрасываются на расстояние до 5 м от самого растения, в дикой природе они могут далее разносится водой.
Вид описан из Западной Европы (Германия, Бельгия, Франция).
|                                        |  |  |
| Слева направо: соцветие, циатий, плоды |  |  |

## Распространение
Встречается в Европе: Дания, Финляндия, Австрия, Бельгия, Чехословакия, Германия, Венгрия, Польша, Швейцария, Болгария, Югославия, Италия, Румыния, Франция (включая Корсику), Португалия, Испания; на территории бывшего СССР: Белоруссия, Эстония, Латвия, Литва, Молдавия, Европейская часть России, Украина (включая Крым), Кавказ (Армения, Азербайджан, Грузия, Предкавказье, Дагестан), Западная Сибирь, Восточная Сибирь (Бурятия, окрестности Иркутска, Красноярска), Средняя Азия (Казахстан, Киргизия, Таджикистан, Туркменистан, Узбекистан); в большей части Азии: Афганистан, Иран, Ирак, Турция, Монголия, Китай, Корея; в Северной Америке (как заносное): США, Канада; Южной Америке (как заносное): юг и на Гавайских островах (как заносное).
Растёт на лугах, в светлых лесах, по галечным и песчаным берегам рек, по обочинам дорог и в посевах, особенно на суглинистой почве.

## Экология
В Предкавказье, Поволжье и Казахстане является одним из засорителей посевов.
Молочай острый был завезён в Соединённые Штаты Америки, возможно с семенами других растений, в начале XIX века. Впервые зарегистрирован в Массачусетсе в 1827 году. Острый молочай быстро распространился и достиг Северной Дакоты в течение приблизительно 80 лет. Сейчас распространён на большей северной части США. Чаще всего встречается в Монтане, Северной Дакоте, Небраске, Южной Дакоте и Вайоминге. Считается злостным сорняком в одиннадцати северных штатах. Министерством сельского хозяйства США отнесён к агрессивным растениям. Был также завезён в Канаду и в Южную Америку.
Молочай острый вытесняет все растения, обитающие в прериях и полях, затеняя их и забирая влагу и питательные вещества, а также выделяя токсины, угнетающие рост других растений.
Из-за своих жизнестойких способностей и возможности вырасти из самого маленького участка корня, молочай острый необычайно трудно уничтожить. Биологические меры борьбы предусматривают очень перспективную тактику для борьбы с этим сорняком. В Айдахо для этого использовались козы, которые щиплют острый молочай без всякого вреда для себя. Министерство сельского хозяйства США доказало успешность использования в борьбе с молочаем острым шести европейских видов насекомых, включающих сверлящего отверстия в его корнях жука Oberea erythrocephala и четырёх поедающих корни жуков рода Aphthona семейства листоедов, а также мошку Spurgia esulae.

## Химический состав
В наземной части содержатся кумарины, флавоноиды: кверцетин, рутин, гиперин и кверцимеритрин.

## Значение и применение
Ядовиты все части растения. Отравляется крупный рогатый скот, овцы, козы. Симптомы отравления: беспокойство, тяжёлая рвота у жвачных, понос, головокружение, мышечные сокращения, неправильное дыхание, упадок сердечной деятельности. Для человека достаточно нескольких семян попавших в пищу чтобы вызвать симптомы отравления. При высушивании ядовитость растения уменьшается.
Молочай лозный даёт зелёную краску.
Молочай двуцветный и Гмелина на Алтае считается хорошим кормом для кроликов.

### Использование в медицине
Молочай острый находит применение в народной медицине при лечении доброкачественных и злокачественных новообразований. Мазь из корней молочая острого применяют при наружных опухолях. Млечным соком растения наружно удаляют бородавки и мозоли, а в смеси с серой лечат лейшманиозы и чесотки. Спиртовой экстракт травы имеет антилейкемическую активность.
В Монголии в народной медицине корень молочая двуцветного «Алаг суут увс» употребляется как слабительное средство при различных болезнях. Народные лекари отмечали, что такие заболевания как эхинококк печени, кисту и венерическую болезнь можно вылечить этим растением.
В Западной Сибири молочай двуцветный используется внутрь при самых разнообразных заболеваниях: как кровоочистительное, при воспалении лёгких, опухолях, язвенной болезни, как тонизирующее, при тяжёлых общих заболеваниях, приписывая ему действие, подобное женьшеню, но считается предпочтительным для удаления бородавок и мозолей.
В Германии корень молочая острого употребляется в качестве слабительного средства.

## Классификация

### Таксономия
Euphorbia esula L., 1753, Sp. Pl. : 461
Вид Молочай острый относится к роду Молочай (Euphorbia) относится к семейству Молочайные (Euphorbiaceae) порядка Мальпигиецветные (Malpighiales). Таксономическая схема в соответствии с Системой APG IV по состоянию на декабрь 2023 года:
|  |                                      |  |                                   |                                   |                      |  | ещё 35 семейств | ещё 35 семейств |                    |  |                         |  | еще 2 156 подтвержденных видов и 121 вид, ожидающий подтверждения | еще 2 156 подтвержденных видов и 121 вид, ожидающий подтверждения |  |
|  |                                      |  |                                   |                                   |                      |  | ещё 35 семейств | ещё 35 семейств |                    |  |                         |  | еще 2 156 подтвержденных видов и 121 вид, ожидающий подтверждения | еще 2 156 подтвержденных видов и 121 вид, ожидающий подтверждения |  |
|  |                                      |  |                                   | порядок Мальпигиецветные          |                      |  |                 |                 | род Молочай        |  |                         |  |                                                                   |                                                                   |  |
|  |                                      |  |                                   | порядок Мальпигиецветные          |                      |  |                 |                 | род Молочай        |  | 3 внутривидовых таксона |  |                                                                   |                                                                   |  |
|  | отдел Цветковые, или Покрытосеменные |  |                                   |                                   | семейство Молочайные |  |                 |                 | вид Молочай острый |  |                         |  |                                                                   |                                                                   |  |
|  | отдел Цветковые, или Покрытосеменные |  |                                   |                                   |                      |  |                 |                 |                    |  |                         |  |                                                                   |                                                                   |  |
|  |                                      |  | ещё 63 порядка цветковых растений | ещё 63 порядка цветковых растений |                      |  |                 | еще 226 родов   | еще 226 родов      |  |                         |  |                                                                   |                                                                   |  |
|  |                                      |  |                                   | ещё 63 порядка цветковых растений |                      |  |                 |                 | еще 226 родов      |  |                         |  |                                                                   |                                                                   |  |

### Внутривидовые таксоны
В зависимости от классификации выделяются несколько внутривидовых таксонов:
- в соответствии с APG IV[14]
  - Euphorbia esula subsp. esula
  - Euphorbia esula subsp. maglicensis (Rohlena) Govaerts, Frodin & Radcl.-Sm.
  - Euphorbia esula var. cyparissioides Boiss.
- в более ранних[2][4]
  - Euphorbia esula subsp. esula — Самые широкие листья у верхушки; брактеи 5-15 мм. Встречается во всём диапазоне распространения.
    - [syn.  Euphorbia borodinii Sambuk — Молочай Бородина][15]
    - [syn.  Euphorbia discolor Ledeb. — Молочай двуцветный]
    - [syn.  Euphorbia glomerulans (Prokh.) Prokh. — Молочай скученный])
    - [syn.  Euphorbia gmelinii Steud. — Молочай Гмелина]
    - [syn.  Euphorbia mandshurica Maxim. — Молочай маньчжурский]
    - [syn.  Euphorbia pseudagraria P.A.Smirn. — Молочай ложнополевой]
    - [syn.  Euphorbia rossica P.A.Smirn. — Молочай русский]
    - [syn.  Euphorbia zhiguliensis (Prokh.) Prokh. — Молочай жигулёвский]

  - Euphorbia esula subsp. tommasiniana (Bertol.) Kuzmanov — Восточная Европа, Западная Азия.
    - [syn.  Euphorbia jaxartica (Prokh.) Krylov — Молочай сырдарьинский]
    - [syn.  Euphorbia uralensis Fisch. ex Link — Молочай уральский]
    - [syn.  Euphorbia virgata Waldst. & Kit. — Молочай лозный]
    - [syn.  Euphorbia waldsteinii (Sojak) A.R.Smith — Молочай Вальдштейна]

  - Euphorbia esula nothosubsp. pseudovirgata (Schur) Govaerts — гибрид между двумя предыдущими подвидами.

### Синонимы
- Euphorbia esula var. cyparioides Boiss.
- Euphorbia esula var. esulifolia (Thell.) Kuzmanov
- Euphorbia esula var. genuina Boiss.
- Euphorbia esula var. mosana (Lej.) Lej.
- Euphorbia esula var. mosana (Lej.) Boiss.
- Euphorbia gracilis Besser
- Euphorbia jaxartica Prokh.
- Euphorbia kaleniczenkii Czern. ex Trautv.
- Euphorbion esulum St.-Lag.
- Flueggea esula subsp. maackii Hurus.
- Galarhoeus esula Rydb.
- Keraselma esula Raf.
- Tithymalus esula Hill